# Jean-Pierre Milelli

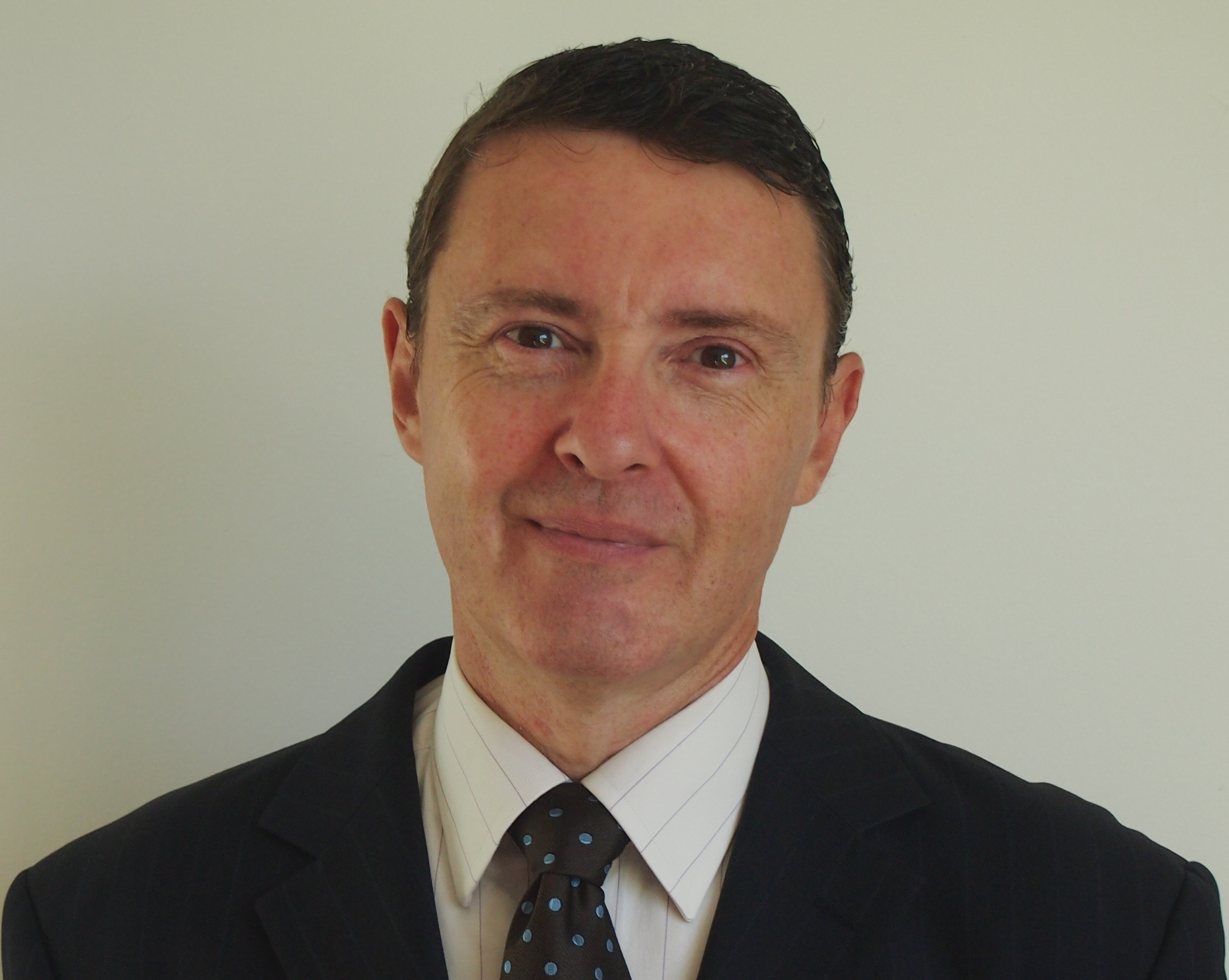
Jean-Pierre Milelli

Jean-Pierre Milelli (* 1960) ist Islamismus-Experte am Institut d’études politiques de Paris.
Zusammen mit Gilles Kepel gab Milelli Übersetzungen der grundlegenden Texte der Terrororganisation Al-Qaida heraus. 2006 legte er mit Jinane Chaker-Sultani ein arabisch-französisches Wörterbuch vor. 2008 übersetzte er das Werk "Absolution" des Terroristenführers Aiman az-Zawahiri.

## Werke
- Gilles Kepel, Jean-Pierre Milelli (Hrsg.): Al-Qaida: Texte des Terrors, Herausgegeben und kommentiert von Gilles Kepel und Jean-Pierre Milelli, 516 Seiten, Piper Verlag 2006, ISBN 3-492-04912-5
- Jean-Pierre Milelli, Jinane Chaker-Sultani: 20 001 MOTS, (dictionnaire arabe-français français-arabe), Villepreux, 2007, ISBN 2-916590-02-1
- L'absolution, Ayman al-Zawarihi, Villepreux, 2008, ISBN 978-2-916590-05-9 (Article de Thomas Pierret, chercheur à l'université catholique de Louvain-la-neuve, PDF (frz.))